# 飛翔富士廣樹
飛翔富士 廣樹（ひしょうふじ ひろき、1989年7月14日 - ）は、兵庫県神戸市兵庫区出身で中村部屋（引退時は東関部屋）に所属した元大相撲力士、実業家。本名は住 洋樹（すみ ひろき）、身長191cm、体重212kg、得意手は左四つ、寄り。最高位は東十両13枚目（2011年9月場所）。血液型はB型。星座は蟹座。好物はアイスクリーム。チョコレート。

## 来歴

### 大相撲
神戸市立兵庫中学校時代に既に190cm・120kgを超えるという体格で、柔道の実績も挙げていた。中学卒業後に中村部屋に入門し、2005年3月場所にて初土俵を踏む。序ノ口についた翌5月場所から3場所連続勝ち越し、2007年3月場所には三段目に昇進した。その3月場所では3勝4敗と負け越したものの、序二段に陥落した翌5月場所では6勝1敗と大きく勝ち越して1場所で三段目へ復帰した。
同年7月場所において本名の「住 洋樹」から「飛翔富士 廣樹」に四股名を改名した。下の名前の「廣」は阪神・淡路大震災により亡くなった祖母の名から取った。しかし、その7月場所では東三段目48枚目の位置で7戦全敗を喫してしまった。同年11月場所に再び序二段へ陥落してからは徐々に自身の体に見合った大きな相撲を取れるようになり、その後は2008年9月場所まで6場所連続で勝ち越した。
2009年5月場所に幕下へ昇進し、2009年と2010年は幕下中位から下位に定着していた。2010年9月場所から2011年1月場所にかけて3場所連続で勝ち越し、同年3月場所の中止を挟んで翌5月場所でも西幕下21枚目の位置で4勝3敗と勝ち越し、初の幕下上位となった翌7月場所では西幕下11枚目の位置で6勝1敗と大きく勝ち越した。大相撲八百長問題の影響で減らされていた関取の定員が同年9月場所から元に戻されることもあり、翌9月場所において新十両を果たした。中村部屋からの関取の誕生は、2004年3月場所に新十両に昇進した一の谷以来7年ぶりのこととなった。
新十両として迎えた2011年9月場所では、9日目から6連敗を喫し、結果的には4勝11敗に終わり、翌11月場所では幕下へ陥落した。2012年11月場所後に中村部屋が閉鎖されたため、飛翔富士は東関部屋へ移籍した。2012年11月に右膝の靭帯を痛めたことで2013年11月場所に幕下で全休して以来休場を続け、関取経験者としては戦後10人目の序ノ口まで降格した。序ノ口に降格した2014年7月場所も全休したため、翌場所からは番付外となった。関取経験者が番付外に陥落するのは、龍門、北勝国に続いて史上3人目となった。なお休場中の2013年11月には学会報告用のビデオカメラが入るほどの複雑な手術を受けたという。土俵に復帰したのは2015年1月場所で、6日目に再出世が決まる前相撲の3勝目を挙げた。番付に復帰した翌3月場所は7戦全勝で自身初の各段優勝となる序ノ口優勝。この頃になると場所中でもスポーツジムでトレーニングを欠かさないようになり、トレーニングで体を鍛えるのが楽しくなったという。5月場所も7戦全勝としたが、優勝決定戦で敗れて序二段優勝はならなかった。7月場所は7戦全勝とし、三段目優勝を果たした。翌9月場所で幕下に復帰し、東幕下11枚目まで番付を戻したが、土俵復帰から2年で十両に戻ることができなかったためと左足首のケガに悩まされ2017年1月場所限りで現役を引退した。
引退後は神戸にて、昼は営業マン、夜は飲食店「SecondHouse」を経営している。2018年7月からは神戸大学相撲部のコーチに自ら名乗りを上げて 、ヘッドコーチに就任している。神戸新聞夕刊に随想を執筆しており、同年11月に行われた神戸新聞まつりのアンバサダーもつとめた。
2019年3月15日より居住地を日本からアメリカ・ロサンゼルスに移したこと、同年2月に新しく会社を設立しており、日本・アメリカ両国でビジネスを展開していくことをFacebookで明らかにした。

### プロレス
2018年4月27日、アメリカ合衆国のプロレス団体であるWWEがサウジアラビアで行ったGreatest Royal Rumbleにてプロレスラーデビューを果たす。50人グレイテスト・ロイヤルランブルマッチにヒロキ・スミのリングネームで7番目として出場。マーク・ヘンリーと対峙するも落とされ敗退した。プロレスラーとして参加したのはこの試合のみ。公演に当たりサウジ王子の希望選手に、故人である「ヨコズナ」を挙げていたことで、本物の力士を起用することでオファーが来たとされている。継続参戦も示唆していたが以降、参戦されてない。

### 役者
2023年公開のNetflix制作ドラマ『サンクチュアリ-聖域-』に出演。「化け物」と称される桁違いの力士、静内を演じた。現役時代よりも声を掛けれらる数が増え、SNSでは海外からのフォロワーが増えた。元力士なので取り組みやぶつかり稽古のシーンでは「（力士役の役者を）壊してしまう」との思いから100％の力ではいけず、コントロールするのが難しかったという。力士役を演じる過程で体重は現役時代を上回る260kgまで増えたが、流石に階段の上り下りが辛くなるなどの弊害が出たため、2023年8月下旬時点では230kgまで体重を落としていた。
2023年公開の『ジョン・ウィック：コンセクエンス』にも用心棒の力士役で出演している。

## 取り口
左四つが得意手で、巨体を活かした寄りが武器であった。巨体の割に足首が細く、貴闘力は「ということは瞬発力があった」と分析している。
師匠は突っ張り一本槍であったため四つ相撲の技術らしい技術は教えてくれず、師匠からは「取ったら出ろ!」としか言われなかった。東関部屋に移籍してからは浅香山部屋に出稽古に行くようになり、浅香山親方から四つ相撲を教わってやっと「四つってこういう事なんだ!」と理解したが、既に飛翔富士は体力の限界で引退を待つばかりの身であった。本人は若い時に四つの技術を覚えていればと悔やんでいる。そういう意味で師匠は飛翔富士を四つ相撲の力士としては育成に失敗したと言える。

## エピソード
- 入門に際しては、大嶽部屋や伊勢ヶ濱部屋[16]からも声を掛けられたものの、最後に入門の話を持ち掛けられた中村部屋へ入門する。その理由について、本人は「大学生（出身力士）も外国人もいなくて、自分みたいな叩き上げを育ててくれるならと。高卒の資格も取れるという話も聞いて」と語っている。その言葉通り、本人は2005年に高校卒業資格を得るために日本航空高等学校通信制課程に入学し、2008年3月に卒業を果たしている[17]。
  - 神戸市立兵庫大開小学校の先輩で地元・神戸市のスターであった16代大嶽の勧誘を蹴ってまで中村部屋に入門した理由としては、後に16代大嶽との対談で、16代大嶽が柄の悪い出自(父親が沖仲仕で、当時"父親がヤクザ"という形で世間に伝わっていた)であったため避けるように周囲から進言されていたこと、そして通信制高校に通わせてもらうことができて高卒資格が取得できたことを挙げている。そもそも最初は相撲を取って給料を貰いながら通信制高校に通い、3年で高卒資格を取ったら引退してやろうと角界を腰掛け程度にしか考えていなかったが、いざ3年経つと相撲が楽しくなって相撲を続けることになった[14]。
- 十両昇進に際して、関取に昇進すると力士には個室が与えられるのが通例だが、飛翔富士の場合は関取への昇進以降も大部屋での生活・夜11時の門限が続けられることとなった。これは「十両に上がっただけで満足しないように」という当時の師匠・10代中村（元関脇・富士櫻）の意向によるものだった。本人はこれに関して「自分は個室に入ると勝手なことをしちゃうと思うので大部屋でいいです。もっと強くなったときに…」と語っている[17]。
- サンクチュアリで静内役を演じたため、その印象が強く、本名よりも「静内」と呼ばれることが多いと有吉ゼミに出演した際に明かしている。

### えびすこ
- 2015年7月場所12日目の夜、ニンニクたっぷりで鉢のような丼でのラーメンに、丸ごとの鶏の空揚げ2羽、カレーライス5杯を食べた[18]。
- 幕下昇進が決まった2008年9月場所後に後援会に連れられ銀座の鮨屋で238貫の寿司を平らげた。
- 他にも数々の大食い伝説を残している。

## 主な成績
- 通算成績：234勝197敗47休  勝率.543
- 十両成績：4勝11敗  勝率.267
- 現役在位：69場所
- 十両在位：1場所
- 各段優勝
  - 三段目優勝：1回（2015年7月場所）
  - 序ノ口優勝：1回（2015年3月場所）

### 場所別成績
| | 一月場所 初場所（東京）   | 三月場所 春場所（大阪）   | 五月場所 夏場所（東京）   | 七月場所 名古屋場所（愛知） | 九月場所 秋場所（東京） | 十一月場所 九州場所（福岡） |
| --- | ------------------------- | ------------------------- | ------------------------- | --------------------------- | ----------------------- | --------------------------- |
| 2005年 （平成17年） | x                         | （前相撲）                | 西序ノ口18枚目 4–3        | 東序二段119枚目 4–3         | 東序二段93枚目 4–3      | 東序二段70枚目 3–4          |
| 2006年 （平成18年） | 東序二段91枚目 4–3        | 西序二段63枚目 4–3        | 西序二段38枚目 2–5        | 西序二段71枚目 3–4          | 西序二段45枚目 3–4      | 東序二段63枚目 5–2          |
| 2007年 （平成19年） | 東序二段24枚目 5–2        | 西三段目92枚目 3–4        | 東序二段9枚目 6–1         | 東三段目48枚目 0–7          | 東三段目99枚目 3–4      | 東序二段18枚目 5–2          |
| 2008年 （平成20年） | 東三段目85枚目 5–2        | 東三段目52枚目 4–3        | 東三段目37枚目 4–3        | 東三段目25枚目 4–3          | 西三段目10枚目 5–2      | 東幕下47枚目 3–4            |
| 2009年 （平成21年） | 東幕下56枚目 3–4          | 東三段目11枚目 5–2        | 東幕下48枚目 4–3          | 西幕下39枚目 5–2            | 西幕下29枚目 1–6        | 東幕下59枚目 4–3            |
| 2010年 （平成22年） | 西幕下52枚目 5–2          | 西幕下39枚目 3–4          | 西幕下47枚目 4–3          | 東幕下40枚目 2–5            | 東幕下54枚目 5–2        | 東幕下35枚目 4–3            |
| 2011年 （平成23年） | 西幕下29枚目 5–2          | 八百長問題 により中止     | 西幕下21枚目 4–3          | 西幕下11枚目 6–1            | 東十両13枚目 4–11       | 東幕下7枚目 3–4             |
| 2012年 （平成24年） | 西幕下10枚目 3–5          | 西幕下18枚目 5–2          | 東幕下12枚目 1–6          | 東幕下29枚目 2–5            | 東幕下47枚目 3–4        | 東幕下59枚目 0–1–6          |
| 2013年 （平成25年） | 東三段目35枚目 5–2        | 西三段目7枚目 5–2         | 西幕下43枚目 4–3          | 西幕下36枚目 2–5            | 東幕下55枚目 5–2        | 東幕下35枚目 休場 0–0–7     |
| 2014年 （平成26年） | 西三段目15枚目 休場 0–0–7 | 東三段目76枚目 休場 0–0–7 | 西序二段36枚目 休場 0–0–7 | 西序ノ口5枚目 休場 0–0–7    | （番付外）              | （番付外）                  |
| 2015年 （平成27年） | （前相撲）                | 西序ノ口16枚目 優勝 7–0   | 西序二段10枚目 7–0        | 西三段目20枚目 優勝 7–0     | 東幕下13枚目 3–4        | 東幕下20枚目 4–3            |
| 2016年 （平成28年） | 西幕下15枚目 4–3          | 東幕下11枚目 3–4          | 西幕下17枚目 4–3          | 西幕下12枚目 3–4            | 西幕下20枚目 3–4        | 東幕下27枚目 3–4            |
| 2017年 （平成29年） | 東幕下33枚目 引退 0–1–6   | x                         | x                         | x                           | x                       | x                           |
| 各欄の数字は、「勝ち-負け-休場」を示す。 優勝 引退 休場 十両 幕下 三賞：敢=敢闘賞、殊=殊勲賞、技=技能賞 その他：★=金星 番付階級：幕内 - 十両 - 幕下 - 三段目 - 序二段 - 序ノ口 幕内序列：横綱 - 大関 - 関脇 - 小結 - 前頭（「#数字」は各位内の序列） |                           |                           |                           |                             |                         |                             |

## 改名歴
- 住 洋樹（すみ ひろき）2005年3月場所 - 2007年5月場所
- 飛翔富士 廣樹（ひしょうふじ ひろき）2007年7月場所 - 2017年1月場所
- ヒロキ・スミ WWE 2018年4月27日 サウジアラビア大会 -